# Buitengewoon Leefbaar
BuitenGewoon Leefbaar (BGL) is een lokale politieke partij in de Nederlandse gemeente Steenwijkerland. De partij is opgericht in 2000 toen de gemeenten Steenwijk, IJsselham en Brederwiede werden samengevoegd tot Steenwijkerland. BGL is primair gericht op het duurzaam leefbaar houden van het buitengebied van Steenwijkerland, dat een dertigtal kernen omvat met meer dan de helft van de inwoners van de gemeente. De partij is nu (sinds 2022) met acht zetels vertegenwoordigd in de gemeenteraad, daarmee is het de grootste partij in Steenwijkerland.